# Norwegian Jade
Norwegian Jade (ранее Pride of Hawaii) — круизное судно в собственности компании NCL, было построено в 2006 году на верфи Meyer Werft в  Папенбурге (Германия). Судами-близнецами являются Norwegian Jewel, Norwegian Pearl и Norwegian Gem.

## История судна
Строительство судна стоимостью 510 миллионов долларов заняло два года. Судно было выведено из дока на верфи в Папенбурге 19 февраля 2006 год. 19 апреля 2006 года судно было передано корпорации NCL Corporation Ltd., Miami/USA. Церемония крещения судна состоялась в Лос-Анджелесе после трансатлантического перехода без пассажиров через Атлантику 22 мая 2006 года, во время которой судно нарекли Pride of Hawaii. 

## Технические характеристики
Судно имеет 15 палуб, 12 пассажирских лифтов. Ходовые электродвигатели — 2 Azipod производства Asea Brown Boveri с общей мощностью 53040 лс. Дизель-генераторы — 5 MAN B&W V12 B48/60 с общей мощностью 97920 лс. 3 подруливающих устройства — Brunvoll CP с общей мощностью 9494 лс. Общий запас топлива (IFO 380 cst) — 2700 м³, средний расход топлива за сутки — 260 м³. Система кондиционирования воздуха имеет мощность 22,5 МВт. Навигация: 3 радара CDIS/ARPA, 2 фиброоптических гирокомпаса (система Dual-FOG, модель Navigat 2100), 7 VHF, 2 DGPS, Loran C, эхолот, глубиномер. На борту имеется 2 спасательных катера, 22 спасательных лодки и 22 спасательных плота с максимальной вместимостью 5670 человек. Установлено 7 станций пожаротушения. Вакуумный опреснитель способен производить в сутки 2820 м³ воды. Стабилизаторы качки — Sperry Marine (18 м²). 2 мусоросжигающих установки Norsk Inova. 2 якоря массой по 12 т на цепях по 350 м длиной; брашпили по 42 т. 12 ресторанов, 11 баров, 2 открытых, 1 закрытый бассейн. Казино.
Norwegian Jade совершает в настоящее время круизы по Средиземному морю.